# (2884) Reddish
(2884) Reddish es un asteroide perteneciente al cinturón de asteroides, descubierto el 2 de marzo de 1981 por Schelte John Bus desde el Observatorio de Siding Spring, Nueva Gales del Sur, Australia.

## Designación y nombre
Designado provisionalmente como 1981 ES22. Fue nombrado Reddish en honor al astrónomo británico Vincent Cartledge Reddish.